# Woordzoeker (puzzel)

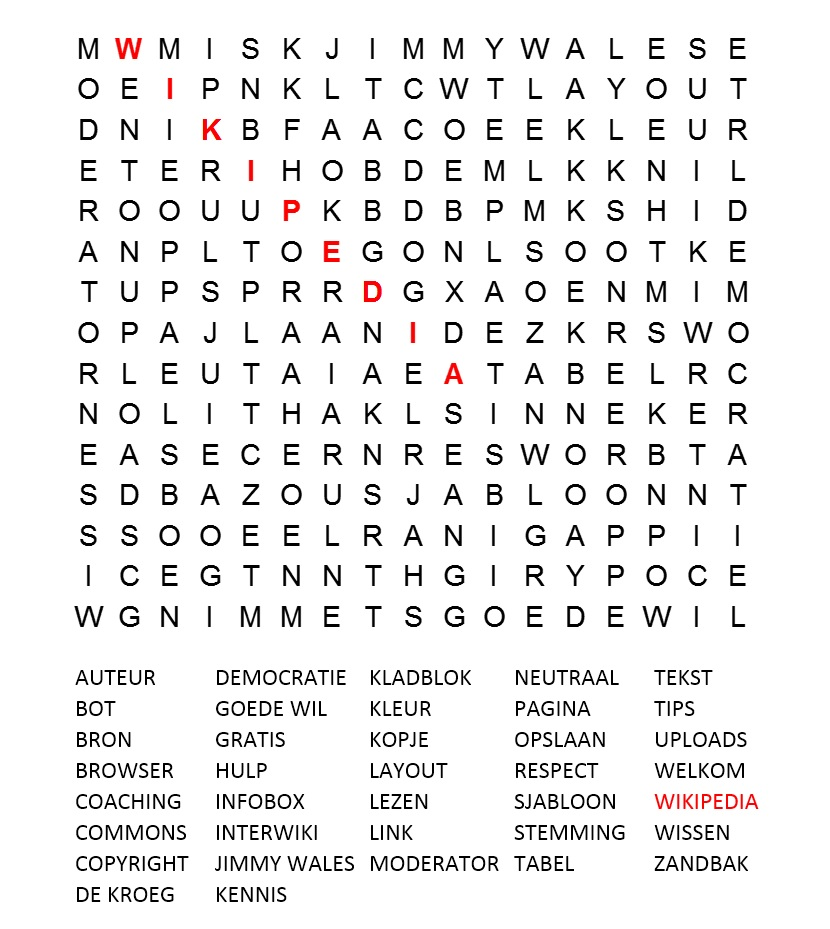
Woordzoeker met Wikipedia als thema

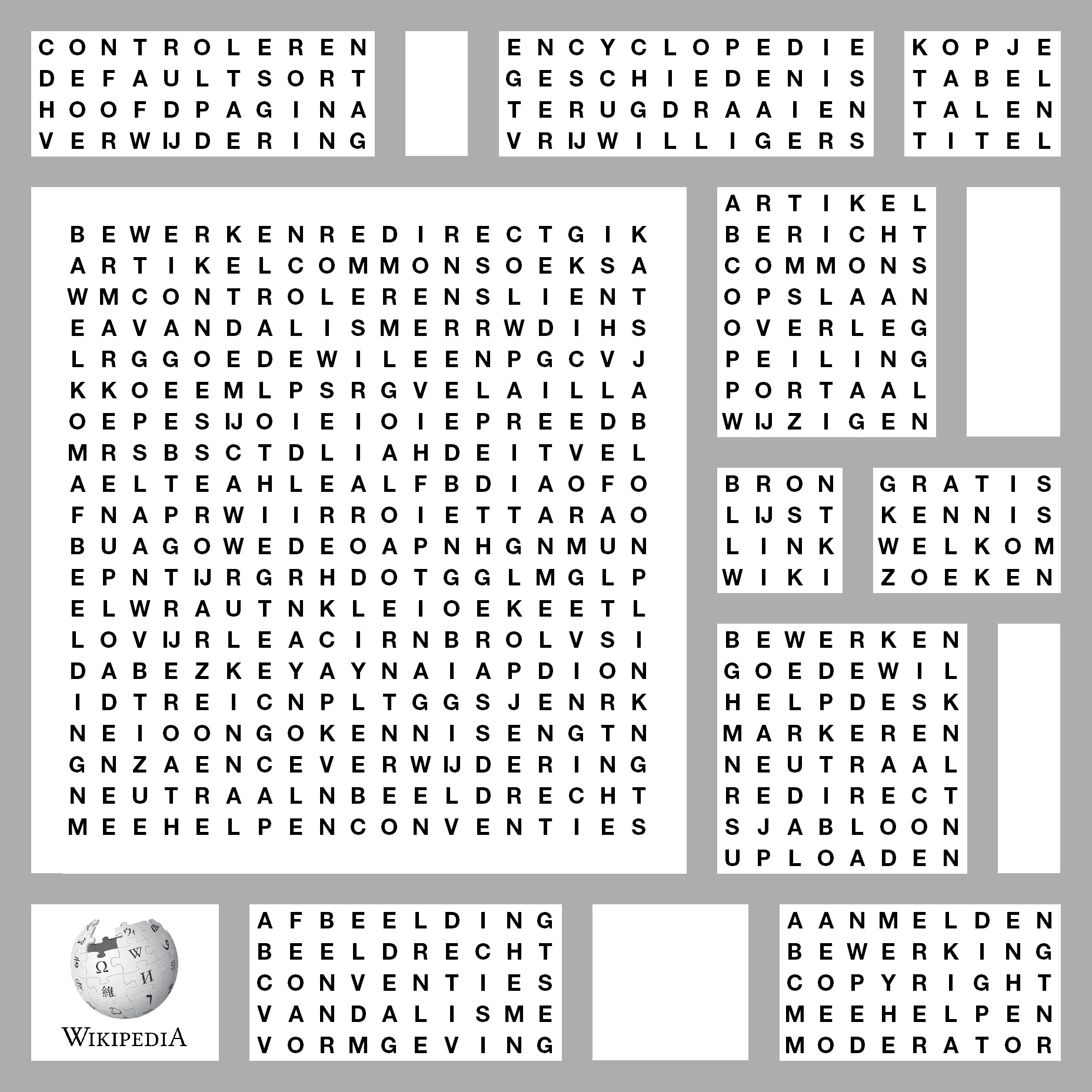
Speurpuzzel in De Stijl-stijl met Wikipedia als thema

Een woordzoeker, ook wel speurpuzzel genoemd, is een puzzel of woordspel, waarbij een bepaald aantal woorden gevonden moeten worden in een blok gevuld met letters. Deze woorden kunnen zowel van links naar rechts als van rechts naar links geschreven zijn, alsmede zowel horizontaal als verticaal als diagonaal. Dezelfde letters kunnen meerdere keren gebruikt worden. Vaak staat bij de puzzel een lijst van de woorden die gevonden dienen te worden, maar er bestaan ook varianten waarin de speler zelf moet proberen te achterhalen wat de woorden zijn. Gevonden woorden dienen te worden doorgestreept. Vaak vormen aan het eind de letters die niet zijn gebruikt een nieuw woord, dat de oplossing van de puzzel vormt. 
Woordzoekers staan net als kruiswoordpuzzels vaak in kranten en tijdschriften. Ze kunnen ook op de computer worden opgelost. Hierbij wordt bij elk gevonden woord met de muis over het woord gesleept of alleen de begin- en/of eindletter van het woord aangeklikt. Op apparaten met een touchscreen sleept men met de vinger of een stylus over de gevonden woorden. Gevonden woorden veranderen van kleur en verdwijnen uit de lijst. Als alle woorden gevonden zijn verschijnt dan direct de oplossing die wordt gevormd door de niet gebruikte letters. Ook worden ze soms gebruikt als lesmateriaal bij het leren van spelling.
Bij speurpuzzels in De Stijl-stijl staan woorden met hetzelfde aantal letters op alfabetische volgorde bij elkaar in een vak. De woorden moeten worden doorgestreept in het grote letterveld.
Woordzoekers kunnen op internet worden gemaakt bij spelen als Letters of Gold, Boggle, Bookworm, Letterpress, Ruzzle, Wonderword, Wordament, WordSpot en Word Streak with Friends. De CBS-spelshow Now You See It uit midden jaren zeventig van de 20e eeuw was een voor televisie gemaakte bewerking van een woordzoeker.

## Eerste woordzoeker
De eerste woordzoeker werd in de jaren zestig ontworpen als Sopa de letras (lettersoep) door de Spaanse puzzelmaker Pedro Ocón de Oro.. Ook James Patrick Carr uit Villa Grove (Illinois) wordt wel genoemd als bedenker van de woordzoeker. Hij zou zijn puzzel Slate R Straight hebben genoemd. Op 1 maart 1968 publiceerde Norman E. Gibat de eerste Engelstalige woordzoeker in de Selenby Digest. De naam Selenby stond voor 'sell and buy'. Door het opnemen van de woordzoeker in zijn reclameblad hoopte hij meer lezers aan te trekken. In die eerste woordzoeker zaten 34 steden en dorpen uit Oklahoma verborgen in een letterveld. Dit letterveld had een afmeting van 22x14 cm.
In Frankrijk wordt Jean-Claude Langlois genoemd als bedenker van woordzoekers. .
De Frans-Canadese Jo Ouellet ontwierp de Wonderword puzzel, de eerste woordzoeker die thematisch was opgebouwd, waarna de overblijvende letters samen een codewoord vormden. David Ouellet, de zoon van Jo, zou later ook een professionele puzzelmaker worden.
In Nederland was het M. Sanders die voor het eerst de woordzoeker introduceerde in zijn puzzelboeken.
Een strategie voor het oplossen van een woordzoeker is om de beginletter van het woord te zoeken, en vanaf die letter in elke mogelijke richting te kijken of het woord gevormd wordt. Een andere strategie is zoeken naar letters uit een woord die niet vaak voorkomen, en dus maar weinig in het letterblok staan. Voorbeelden hiervan zijn de Y, X en Q. 
De puzzelwoorden staan op alfabetische volgorde bij de puzzel vermeld.

## Moeilijkheidsgraad
De moeilijkheid wordt verhoogd bij
- Meerdere richtingen: horizontaal-verticaal-diagonaal
- Leesrichting rechts-links, onder-boven of rugwaarts diagonaal
- Groot letterveld
- Moeilijke of onbekende woorden
- Kruisende woorden
- Letters die in meerdere woorden worden gebruikt
- Weglating alfabetische woordenlijst

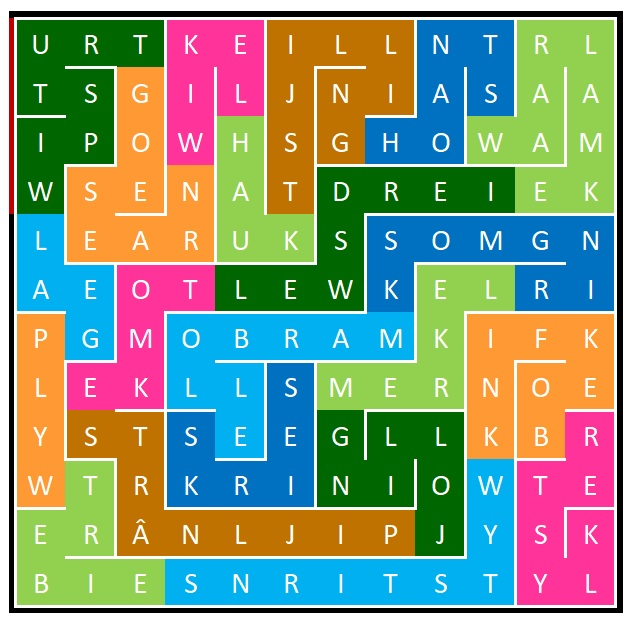
Kronkelwoordzoeker

## Grootste woordzoeker
De grootste woordzoeker bestaat uit 10.500 woorden in een letterveld van meer dan dan 129.600 letters. De maker was Ashish Dutt Sharma, een Indische professor, op 18 oktober 2015. Professor Sharma maakte de puzzel, die vol technische vaktaal en de namen van bekende wetenschappers en ontdekkers zit, om zijn studenten de termen bij te brengen. Hij werkte tien jaar aan de puzzel.

## Varianten
Kronkelwoordzoeker

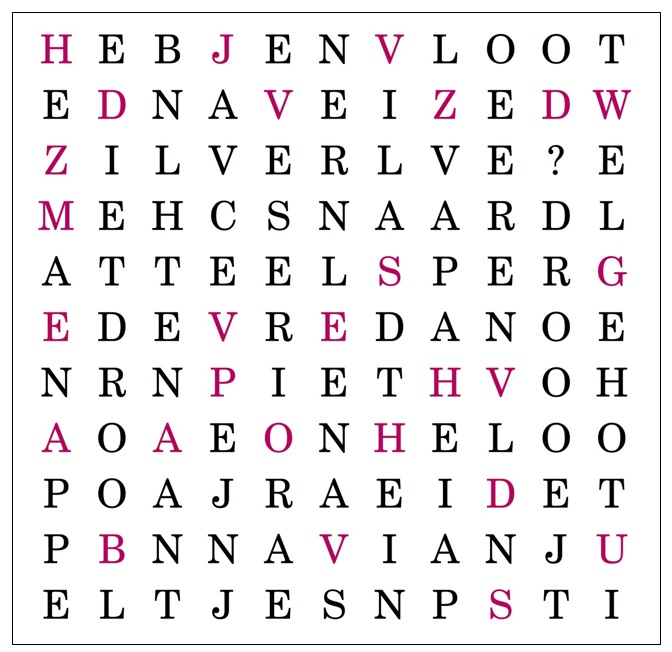
Kronkelwoordzoeker met liedtekst

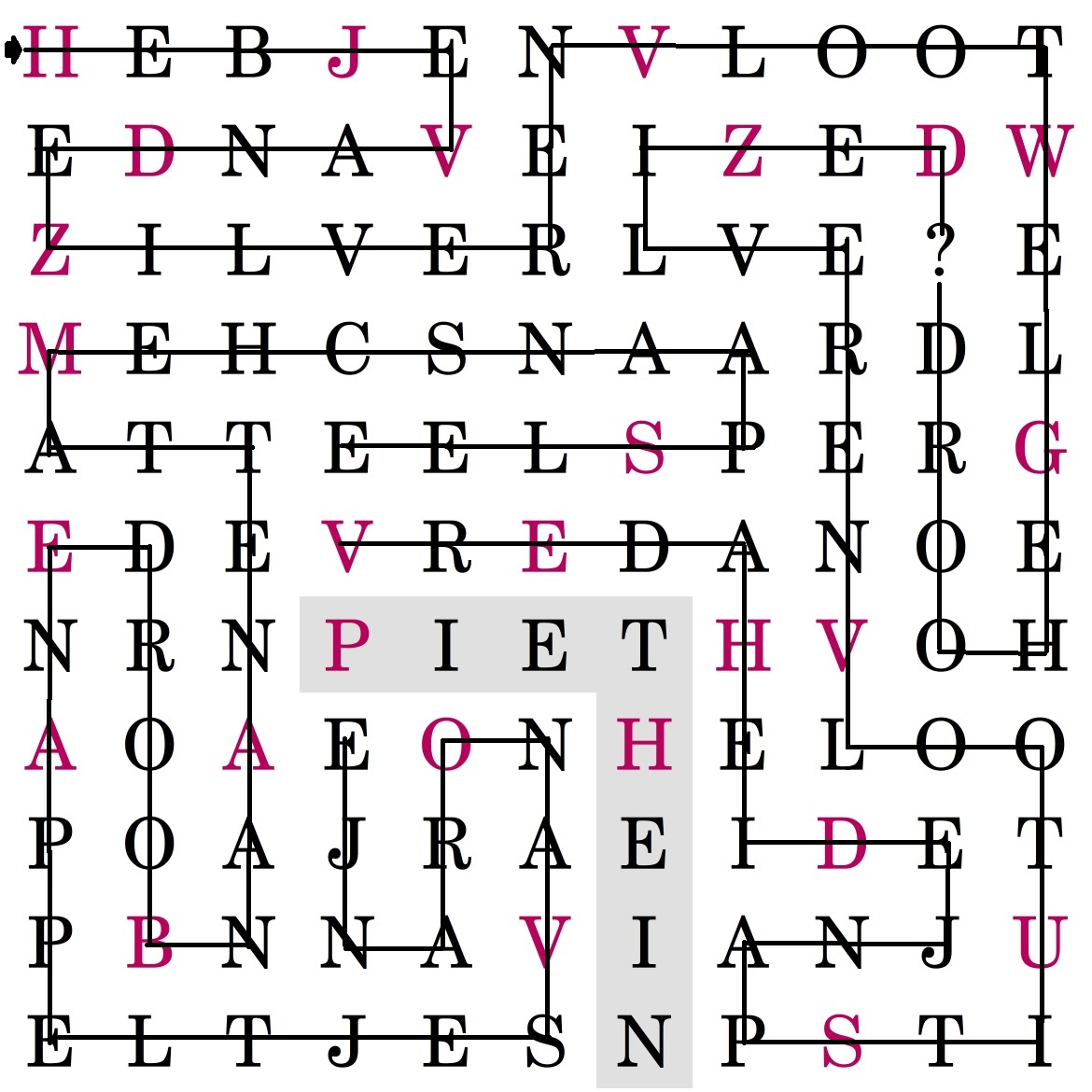
Opgeloste Kronkelwoordzoeker met liedtekst

Een variant op de woordzoeker is de kronkelwoordzoeker, ook bekend onder de naam "zoek om een hoek" (Engels:Snake word of Snake puzzle). Hierin staan de letters van de woorden naast elkaar, maar op zo’n manier dat men bochten moet maken om de woorden te vormen. De kronkelwoorden zitten aan elkaar vast en hebben onderling geen overlappende letters. De letters van elk woord zijn horizontaal of verticaal verbonden, maar nooit diagonaal. De beginletter van het eerste kronkelwoord staat vaak aangegeven. De gebruikte woorden hebben vaak eenzelfde thema. De eindoplossing is vaak het overblijvende woord, maar ook wel het laatste woord van de rij kronkelwoorden. Een variant op de kronkelwoordzoeker is de doolhofwoordzoeker, waarbij de kronkelende woorden op elkaar aansluiten, waarbij de laatste letter van het voorgaande woord tevens de beginletter is van het voorgaande woord. De woorden vormen zo een lange ''ketting" door het diagram. In het diagram is precies aangegeven waar deze "ketting" begint en eindigt. De eerste en laatste letter van de "ketting" zijn omcirkeld of het hele eerste woord wordt gegeven. 
1-Woord-woordzoeker
Een andere variant is de 1-woord-woordzoeker, hierbij wordt er maar één woord gezocht in het blok met letters. Hierbij is de oplossing hoeveel keren het woord is verstopt. 
Dubbele woordzoeker
Een andere variant is de dubbele woordzoeker (kan met 2 personen worden gespeeld). De lijst met woorden wordt hierin gezocht in twee vakken met letters, waarbij beide vakken hun eigen oplossing hebben.
Quizwoordzoeker
Bij deze variant staan bij het letterveld geen woorden, maar vragen. De antwoorden op deze vragen dienen te worden gevonden in het letterveld. Bij elke vraag staat aangegeven uit hoeveel letters het antwoord bestaat.
Verborgen boodschap
In sommige varianten zijn geheime berichten verborgen in de woordzoeker. Zo kan de oplossing bestaan uit alle woorden die achterstevoren in de puzzel zijn geschreven, of in de vorm van alle letters die overblijven nadat alle woorden zijn doorgestreept. Ook kunnen een of meer extra woorden of een  zin verborgen zijn in de puzzel die niet in de woordenlijst staat. Dit woord of deze zin beantwoordt meestal de trivia-vraag onderaan de pagina.
Er bestaan ook varianten van de kronkelende woordzoeker waarbij berichten, spreekwoorden, citaten of aforismen verborgen zijn.
Aanvulpuzzel
· anagrampuzzel
· citaatpuzzel
· cryptogram
· doorloper
· droedel
· filippine
· hartbrekerpuzzel
· kruiswoordpuzzel
· paardensprong
· paspuzzel
· pentagrampuzzel
· petpuzzel
· rebus
· scrabble
· slashpuzzel
· spiraalpuzzel
· taartpuzzel
· weefpuzzel
· woordritsen
· woordladder
· woordvlechten
· woordworm
· woordzoeker
· wordfeud
· wordle
· wurdian
· Zweedse puzzel